# Česká baseballová extraliga 2010
Českou baseballovou extraligu v sezoně 2010 vyhráli Draci Brno. Arrows Ostrava a Skokani Olomouc hráli baráž o udržení, kterou vyhráli a udrželi si extraligovou příslušnost i pro další rok. 

## Konečné pořadí
| Poř. | Tým                |
| ---- | ------------------ |
| 1.   | AVG Draci Brno     |
| 2.   | Technika Brno      |
| 3.   | MZLU Express Brno  |
| 4.   | Eagles Praha       |
| 5.   | Kotlářka Praha     |
| 6.   | Navysis Hroši Brno |
| 7.   | Arrows Ostrava     |
| 8.   | Skokani Olomouc    |

## Tabulka po základní části
| Poř. | Tým                | Záp. | V  | P  | Skóre   | Body |
| ---- | ------------------ | ---- | -- | -- | ------- | ---- |
| 1.   | AVG Draci Brno     | 28   | 25 | 3  | 236:94  | 893  |
| 2.   | Technika Brno      | 28   | 19 | 9  | 166:109 | 679  |
| 3.   | MZLU Express Brno  | 28   | 18 | 10 | 168:128 | 643  |
| 4.   | Kotlářka Praha     | 28   | 14 | 14 | 178:157 | 500  |
| 5.   | Eagles Praha       | 28   | 12 | 16 | 182:186 | 429  |
| 6.   | Navysis Hroši Brno | 28   | 9  | 19 | 148:245 | 321  |
| 7.   | Arrows Ostrava     | 28   | 8  | 20 | 128:223 | 286  |
| 8.   | Skokani Olomouc    | 28   | 7  | 21 | 147:211 | 250  |

## Play-off o titul
Play-off se hrálo na tři vítězná utkání.
|  | Semifinále | Semifinále        | Semifinále |  |  | Finále | Finále         | Finále |
|  |            |                   |            |  |  |        |                |        |
|  |            | AVG Draci Brno    | 3          |  |  |        |                |        |
|  |            | Eagles Praha      | 0          |  |  |        |                |        |
|  |            |                   |            |  |  |        | AVG Draci Brno | 3      |
|  |            |                   |            |  |  |        | Technika Brno  | 2      |
|  |            | Technika Brno     | 3          |  |  |        |                |        |
|  |            | MZLU Express Brno | 2          |  |  |        |                |        |

### Čtvrtfinále
Eagles Praha - Koltářka Praha 3:1 na zápasy (1:8, 13:10, 4:3, 4:3)
     
MZLU Express Brno - Navisys Hroši Brno 3:1 na zápasy (2:5, 12:2, 10:2, 9:7)

### Semifinále
Technika Brno - MZLU Express Brno 3:2 na zápasy (4:6, 1:4, 9:8, 6:4, 11:1)
     
AVG Draci Brno - Eagles Praha 3:0 na zápasy (16:6, 10:0, 4:0)    

### Finále
AVG Draci Brno  -  Technika Brno 3:2 na zápasy (2:1, 1:5, 7:2, 1:2, 9:2)

## Nejlepší hráči
- Nejlepší pálkař: Jan Drábek (Eagles Praha)
- Nejlepší nadhazovač: Trevor Leland Caughey (Technika Brno)
- Nejvíce homerunů: 5, Martin Střítecký (Technika Brno) a Martin Schneider (AVG Draci Brno)
- Nejlepší hráč play-off:
- Talent roku:

## Soupisky

### AVG Draci Brno
Patrick Aeharne, Pavel Budský, Tomáš Červinka, Jakub Hajtmar, Karel Hrušovský, Radim Chroust,  Ján Jablonka, Vojtěch Jelínek, Michael Kremláček,  Gregory McCarthy, Petr Minařík, Michal Ondráček,  Daniel Wayne Ough, Tomáš Polanský, Radek Procházka, Martin Schneider, Martin Veselý 
Trenér: Arnošt Nesňal, asistent trenéra:  Gregory McCarthy

### Technika Brno
Lucian Berger,  Trevor Leland Caughey,  Alexander Dmitri Derhak, Boris Dudr,  Wiliam Jaudon Hess, Michal Kočí, Jiří Marek, Matěj Menšík, Daniel Mráz,  Ryan Lee Murphy, Jan Orálek, Jan Pokorný, Richard Sázavský, Martin Střítecký, Tomáš Svoboda, Radek Vach, Matouš Worm, Martin Zelinka
Trenér:  Wiliam Jaudon Hess

### MZLU Express Brno
Tomáš Biskorovajny, Matěj Brychta, Přemek Chroust, Arnošt Dubový, Jan Felkl, Tomáš Janíček, Martin Jelínek, Vojtěch Janíček, Martin Jelínek, Michal Jurdzin, Aleš Klimeš, Jiří Klusáček, Leoš Kubát, Marian Madej, Vojtěch Papež,  Šimon Procháczka, Ondřej Svobodník, Richard Ševčík, Jan Tomek, Jakub Toufar, Milan Vystrčil, David Winkler, Miroslav Zdražil
Trenér: Jan Rubeš

### Eagles Praha
Lukáš Borecký, Tomáš Čása, Jan Drábek, Tomáš Duffek, Matěj Hejma, Jan Homolka, Matěj Hušek, Štěpán Hušek, Jakub Jonák, Martin Laube, Michal Műller, Rudolf Pelzl, Jan Pojer, Richard Prokop, Tomáš Sýkora, Václav Táborský, Ladislav Vrbský, Michael Zýma, Petr Zýma
Trenér: ?

### Kotlářka Praha
Jiří Aubrecht, Petr Baroch, Basilio Barrios, Jan Blažek, Marek Červenka, Martin Červenka, Marian Gajdoš, Michael Král, Vladimír Kůs, Martin Mašek, Adam Matuška, Petr Síla, Jakub Sládek, Jan Sochor, Matěj Šůcha, Jan Tylš, Jakub Vančura, Jan Vondříčka
Trenér:  Mike Griffin

### Navysis Hroši Brno
Michal Boda, Michal Břeň, Jakub Čudovský, Martin Dvořák,  Alberto Hernandez,  Ben Hilterbrand, Jan Holešovský, František Hubatka, Jiří Krampol, Jan Kucin,  Ján Kužma, Jakub Kyrš, David Navrátil, Richard Navrátil, Lukáš Neufinger, Petr Novotný, Tomáš Ovesný,  Daniel Redden, Matěj Samek,  Nicholas Talbot, David Werner,  Daniel Wilson, Tomáš Žondra
Trenér:  Paris Shapiro

### Arrows Ostrava
Tyrone Giacomo Baglione, Martin Citovecký, Jiří Gál, Ondřej Hon, Jakub Janda, Michal Janko, Tomáš Juněc,  Gary Kahn, Martin Kubovčík, Petr Kubovčík, Martin Kučera, Vladimír Měch, Tomáš Míček, Aleš Navrátil,  Przemyslaw Paluch, Jan Řeháček, Jakub Smejkal, Dominik Šolc,  Joe Truesdale, Adam Vítek, Zdeněk Votava, Marko Vykoukal, Jakub Zděblo
Trenér: David Fiala, od 1.7.2010 Aleš Navrátil 

### Skokani Olomouc
Ondřej Antoš, Evan Graham Baum, Václav Blažek, Jakub Černík, Vojtěch Doležel, Martin Drong, Vojtěch Holický, Lukáš Josefus, Jiří Kovařík, Martin Motl, Radek Němec, Ondřej Novák, Tomáš Plainer, Lukáš Veselý, Marek Sova, Jiří Šimek,  Bobbie van Duuren, Lukáš Veselý, Michal Veselý, Martin Zdražil
Trenér: Vojtěch Holický